# История русской анимации

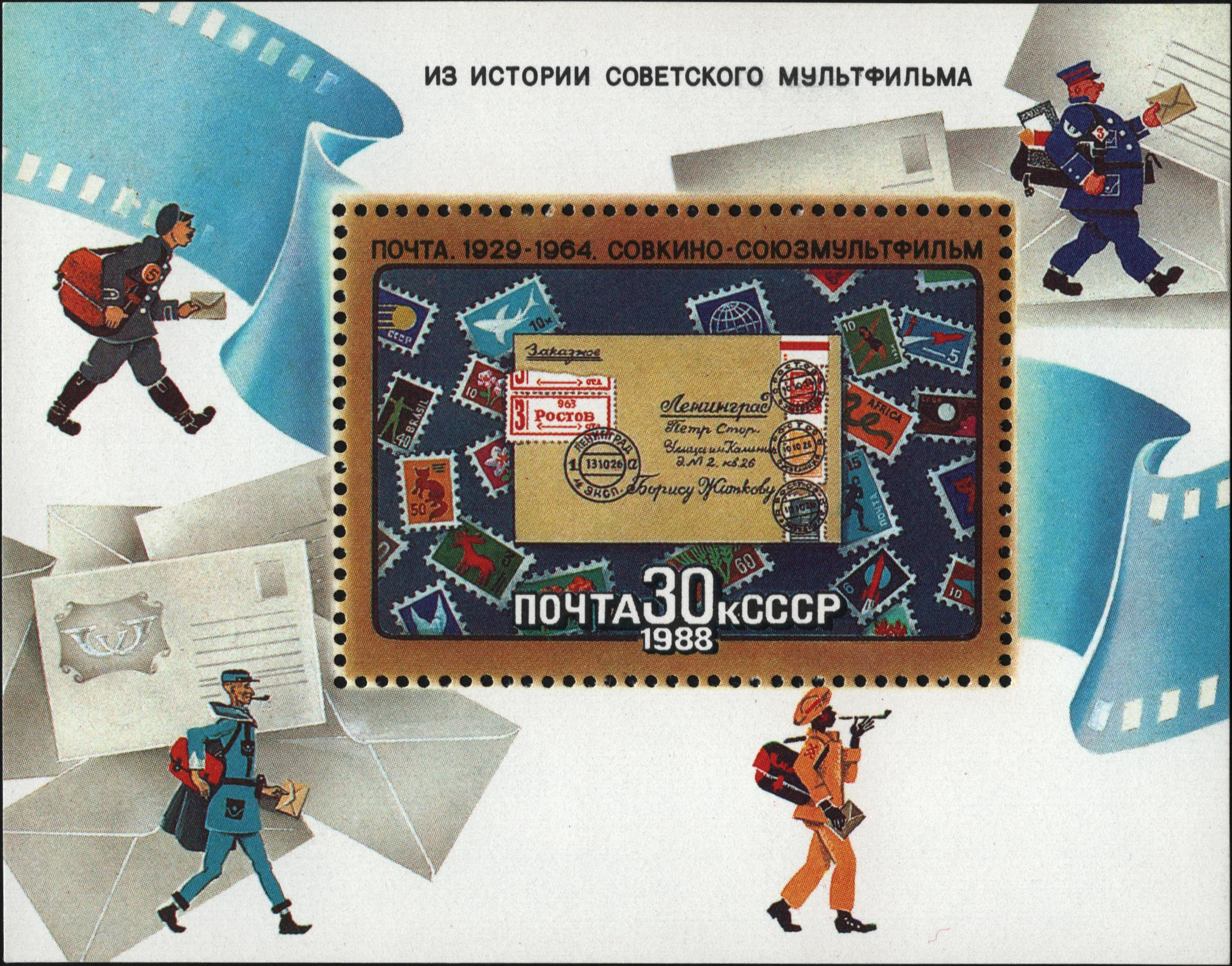
Советской мультипликации неоднократно посвящались серии почтовых марок с героями популярных мультфильмов

История российской мультипликации охватывает несколько периодов с 1906 года до наших дней, крупнейшим из которых был советский, в основном представленный студиями «Союзмультфильм» и «Экран».

## Возникновение

Кадр из мультфильма Александра Ширяева

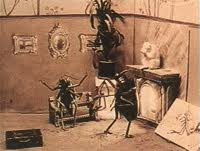
Кадр из мультфильма Старевича

Первым русским мультипликатором был Александр Ширяев, балетмейстер Мариинского театра, создатель первых в мире кукольных мультфильмов. С 1906 по 1909 год он поставил ряд лент с танцующими фигурками на фоне неподвижных декораций, в которых с точностью воспроизвёл балетные партии. Фильмы были сняты на 17,5-миллиметровую плёнку. Создание первого фильма заняло три месяца.
Свои работы он показывал лишь знакомым и студентам в образовательных целях, на широкий экран они не выходили и в советское время были почти забыты. В 1995 году историк балета и киновед Виктор Бочаров заполучил архив Ширяева, где обнаружил ряд документальных и художественных фильмов, а также рисованные и кукольные мультфильмы. Среди них были «Играющие в мяч клоуны», «Художники Пьеро» и любовная драма со счастливым концом «Шутки Арлекина». Куклы Ширяева не просто ходят по земле, но и прыгают, и крутятся в воздухе, что удивляет даже современных мультипликаторов.
До открытия Бочарова первым русским мультипликатором и первым в мире режиссёром кукольных фильмов считался Владислав Старевич. Будучи биологом по образованию, в 1910 году он решил снять обучающий фильм Lucanus Cervus о битве жуков-рогачей за самку. Во время съёмки выяснилось, что при необходимом освещении самцы становятся пассивны. Тогда Старевич препарировал жуков, приделал к лапкам тонкие проволочки, прикрепил их воском к туловищу и снял нужную ему сцену покадрово. Фильм в прокат не вышел, но способствовал приходу режиссёра на кинофабрику Александра Ханжонкова.
В той же технике Старевич снял вышедший в широкий прокат в 1912 году короткометражный фильм «Прекрасная Люканида, или Война усачей с рогачами», в котором жуки разыгрывали сцены, пародирующие сюжеты из рыцарских романов. Фильм пользовался бешеным успехом у российских и зарубежных зрителей вплоть до середины 1920-х годов, а в отзывах критиков сквозило изумление тем, каких невероятных вещей можно дрессировкой добиться от насекомых.
Вскоре после «Люканиды» на экраны вышли кукольные короткометражки «Месть кинематографического оператора» (1912), «Стрекоза и муравей» (1913), «Рождество у обитателей леса» (1913), «Весёлые сценки из жизни животных» (1913), «Лилия Бельгии» (1915), которые вошли в золотой фонд мирового кинематографа. В фильме «Ночь перед Рождеством» (1913) Старевич впервые объединил в одном кадре актёрскую игру и кукольную мультипликацию.
После Октябрьской революции Старевич с семьёй эмигрировал в Италию, затем — во Францию, где продолжил снимать мультфильмы. Среди его работ был первый в мире полнометражный кукольный фильм «Рейнеке-Лис» (1930). В 1956 году кинопродюсер Александр Каменка организовал встречу Старевича и Ивана Иванова-Вано и предложил съёмки совместного фильма, на что оба режиссёра с охотой согласились. По словам Иванова-Вано, его коллега мечтал вернуться на Родину и передать свой опыт молодым художникам, однако советские чиновники ответили отказом.

## Развитие
После отъезда Старевича мультипликация в Советской России была некоторое время парализована. Первые попытки возродить её были предприняты Юрием Меркуловым и Даниилом Черкесом при оформлении агитпоездов. Им принадлежала идея так называемых мультипликационных плакатов, представлявших собой технику плоской марионетки, когда в движение приводились трафареты на основе карикатур художников Дмитрия Моора, Михаила Черемных и Виктора Дени
В 1924 году Юрий Меркулов, Николай Ходатаев и Зенон Комиссаренко организовали Экспериментальное бюро мультипликации при Государственном техникуме кинематографии, где сняли мультфильмы в той же технике плоской марионетки (перекладки): «Межпланетная революция» и «Китай в огне». Последний насчитывал 1000 метров плёнки, что при тогдашней скорости проекции занимало более 50 минут экранного времени — длина полнометражного мультфильма. К работе также привлекли ряд молодых художников — будущих классиков советской мультипликации: Ивана Иванова-Вано, сестёр Брумберг, Ольгу Ходатаеву, Владимира Сутеева.
Параллельно на студии «Культкино» коллектив художников за два года выпустил целый ряд сатирических и рекламных картин, высмеивавших буржуазию, церковь и Запад: «История одного разочарования», «Германские дела и делишки» и «Случай в Токио» (режиссёр и художник-постановщик Александр Бушкин), «Советские игрушки» и «Юморески» (режиссёр Дзига Вертов) и другие. Такая скорость стала возможной благодаря шаржевому стилю рисунка и технике перекладки.
Небольшие группы энтузиастов начали появляться по всей стране. Мультипликаторы экспериментировали со своим оборудованием, а также с эстетикой. Позднее Иванов-Вано вспоминал в автобиографии «Кадр за кадром», что этому способствовала и общая атмосфера русского авангарда, главенствовавшая в искусстве тех лет. Сам режиссёр принял участие в постановке сразу двух картин, которые принято считать первыми советскими мультфильмами для детей: «Сенька-африканец» и «Каток». Оба фильма были поставлены в 1927 году на студии «Межрабпом-Русь». С этого момента детская мультипликация начала вытеснять пропаганду.
Среди других важных картин той эпохи были рисованные фильмы студии «Совкино» — «Тараканище» (1927, реж. Александр Иванов) и «Самоедский мальчик» (1928, реж. сёстры Брумберг, Николай и Ольга Ходатаевы); кукольные фильмы Марии Бендерской «Мойдодыр» (1927) и «Приключения китайчат» (1928, «Межрабпом-Русь»); мультипликационно-игровой фильм «Первая Конная» (1929, реж. Юрий Меркулов, «Госвоенкино»), в котором художники Леонид Амальрик и Лев Атаманов применили ряд новаторских приёмов по совмещению объёмных декораций, вертикальных марионеток и глиняной мультипликации (задолго до советских пластилиновых мультфильмов). Большая пластичность движений была достигнута в «Органчике» (1933) и «Царе Дурандае» (1934), созданных так называемым альбомным методом (на бумаге без целлулоида).
В 1929 году на Ленинградской фабрике «Совкино» вышла «Почта» (реж. Михаил Цехановский), выполненная в смешанной технике. Эта работа изменила восприятие мультипликации как отдельного вида искусства, стала первым советским цветным и звуковым мультфильмом, в котором картинка синхронизировалась со звуком, а также первым мультфильмом, который шёл широким прокатом за рубежом и был отмечен ведущими специалистами своего времени (в частности, архитектор Фрэнк Ллойд Райт рекомендовал её Уолту Диснею как образец «мультипликации, подталкивающей к размышлениям»). В дальнейшем Цехановский возглавил отделение мультипликации при Ленинградской кинофабрике, где он и его ученики (в их числе Мстислав Пащенко) развивали самобытную ленинградскую школу вплоть до войны, когда погибли многие мультипликаторы, а студия была разрушена во время бомбардировки. В пожаре погибла и единственная копия полнометражного рисованного фильма супругов Цехановских «Сказка о попе и о работнике его Балде», задуманная как экспериментальная мультопера на музыку Дмитрия Шостаковича.
Еще одним специалистом того времени стал Александр Птушко, пришедший на «Мосфильм» в 1927 году для работы над первым в СССР мультсериалом «Приключения Братишкина», где с Меркуловым в одном кадре совместили натурные съёмки и кукольного человечка. Но настоящую славу он обрёл с выходом формально первого полнометражного кукольного мультфильма «Новый Гулливер» в 1935 году (Старевичу удалось выпустить «Рейнеке-Лис» на экраны лишь в 1937 году). В нём режиссёр также объединил в одном кадре мультипликацию и актёрскую игру. В фильме есть массовые сцены с участием сотен кукол, с выразительной мимикой и тщательной анимацией движений. Успех картины позволил Птушко открыть на студии новое подразделение — Объединение объёмной мультипликации, где за пять лет было создано порядка дюжины кукольных фильмов, снятых как в чёрно-белой, так и в цветной технике по методу Павла Мершина. В 1944—1946 годах он был директором созданной в 1936 году студии «Союздетмультфильм», но покинул мультипликацию, чтобы посвятить себя игровому кино.

## «Союзмультфильм»

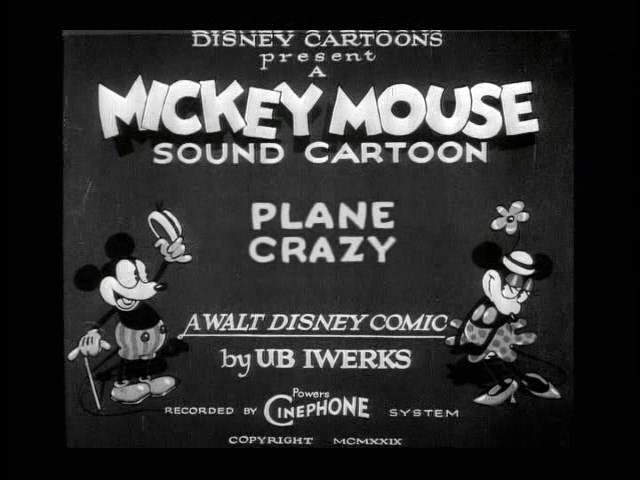
Заставка мультфильма про Микки Мауса, восхитившего Ф. Хитрука

В 1934 году Уолт Дисней послал Московскому кинофестивалю рулон плёнки, на котором были короткометражные фильмы с Микки Маусом. Фёдор Хитрук, который тогда был мультипликатором, а не режиссёром, вспоминает свои впечатления в фильме Отто Алдера «Дух Гения». Он был абсолютно поражён плавной сменой кадров, очарован новыми возможностями для мультипликации, которые открывались на пути Диснея.

Кадр из м/ф «Снегурочка» (1952)

В 1936 году на волне этого интереса была основана студия «Союзмультфильм» (из объединения мелких коллективов с разных студий («Мосфильма», Межрабпомфильма, а также Экспериментальной мультипликационной мастерской (т. н. студия Смирнова)), первые работы которой были посвящены освоению западного технического процесса.
В 1941—1943 годах студия «Союзмультфильм» находилась в эвакуации в Самарканде и снимала в основном патриотические фильмы.
По словам художника Леонида Шварцмана (работал на «Союзмультфильме» с 1948 года) советская послевоенная мультипликация была основана на мультфильмах Уолта Диснея:

…работы студии Диснея были для нас в какой-то степени эталоном. Вот говорят, что писатели вышли из гоголевской «Шинели». А создатели мультфильмов выросли в штанишках Микки-Мауса! Многие ведущие наши и режиссёры, и художники, были под большим влиянием студии Диснея. Он повлиял на творчество того же Хитрука, и Хржановского, и Норштейна и Котёночкина с его «Ну погоди!». Наш «Союзмультфильм», взяв от Диснея самое лучшее, затем все это творчески переосмыслил, и коллектив единомышленников — это же целое созвездие талантливых личностей — стал производить ленты мирового уровня, не побоюсь этого слова.
Для мультфильмов 1945—1959 годов характерен высокий уровень реализма фонов и персонажей. В 1952 году был создан полный аналог диснеевской многоплановой камеры (multiplan — камера, укрепленная над многоярусным съёмочным станком, позволяющая делать глубинные наезды и фокусировать либо размывать разные планы). Были освоены все методы классической мультипликации и изобретены новые: например, эффект «пушистости» в фильме «Непослушный котёнок» в 1953 году. Для достижения высокого реализма движений в некоторых случаях использовалось ротоскопирование — «эклер», например в «Пропавшей грамоте» 1945 года, «Каштанке» 1952 года. Мультфильмы зачастую имели не только художественную, но и воспитательную ценность, например «Федя Зайцев» и «Часовые полей». В этот период снято множество полнометражных мультфильмов (практически все являются экранизациями), один из самых известных — «Снежная королева» (1957).

## Стилевой перелом

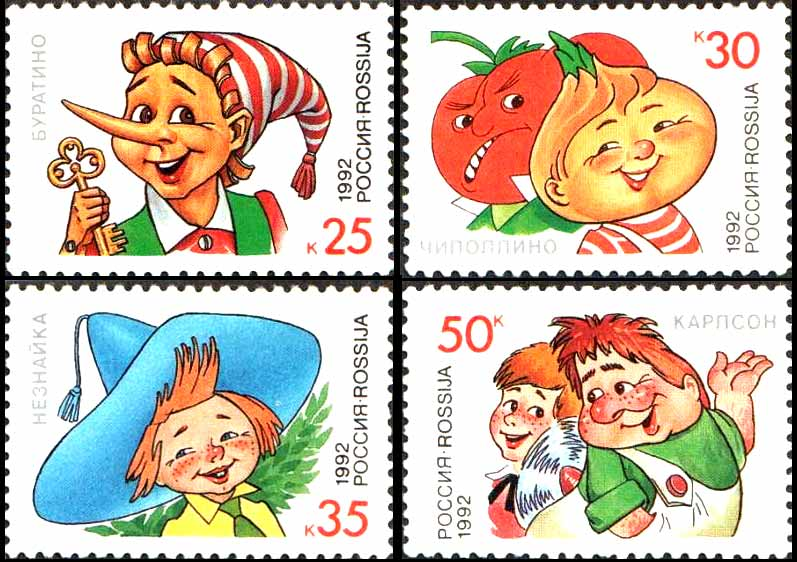
Марки Почты России с героями советских мультфильмов

Около 1960 года в советской мультипликации произошёл стилевой перелом. Ещё в 1953 году на «Союзмультфильме» приняли решение возродить объединение кукольных фильмов, а через год вышел мультфильм Евгения Мигунова «Карандаш и Клякса — весёлые охотники». В процессе работы над ним Мигунов фактически с нуля разработал и собрал всю техническую базу, которой затем пользовались другие мультипликаторы на протяжении многих лет.
Объединение стало полигоном для ряда начинающих режиссёров-экспериментаторов: Бориса Степанцева, Владимира Дегтярёва, Вадима Курчевского и Николая Серебрякова. Фильм «Влюблённое облако» (1959) Романа Качанова и Анатолия Карановича сочетал в себе техники «перекладки», кукольной и рисованной мультипликации и завоевал ряд престижных премий на международных фестивалях. В дальнейшем Качанов вырос в одного из ведущих режиссёров-кукольников, поставив такие картины, как «Варежка» (1967) и «Крокодил Гена» (1969).
В 1957 году Евгений Мигунов снял рисованный сатирический фильм «Знакомые картинки», выполненный в условной карикатурной манере, что стало возможным благодаря участию в фильме Аркадия Райкина, чей стиль юмора не укладывался в рамки реалистичного рисунка. Этой работой Мигунов проложил путь другим режиссёрам-новаторам. Вскоре свет увидели «Сказка о Мальчише-Кибальчише» (1958) Александры Снежко-Блоцкой, «Ключ» (1961) Льва Атаманова, «Дикие лебеди» (1962) супругов Цехановских и другие. Начались эксперименты с различными техниками.
В 1962 году Иван Иванов-Вано и Иосиф Боярский поставили первый кукольный широкоформатный мультфильм «Летающий пролетарий» по мотивам произведений В. Маяковского, где впервые были применены бумажные «горельефные» куклы. Одной из самых влиятельных работ стала «История одного преступления» (1962) Фёдора Хитрука, выполненная в технике «перекладок» и завоевавшая ряд международных наград. Картину отличал необычный монтаж, ритм и визуальный ряд: художник-постановщик Сергей Алимов выстраивал картинку подобно пентамино или тетрису.
В «Песне о соколе» (1967) Борис Степанцев впервые в СССР применил технику живописи по стеклу (целлулоиду), а в дилогии про «Малыша и Карлсона» — технологию электрографии. Начинаются эксперименты в компьютерной мультипликации. В 1968 году группой математиков под руководством Николая Константинова был создан первый компьютерный мультфильм под названием «Кошечка», запрограммированный на БЭСМ-4.
Советская мультипликация стала регулярно участвовать в зарубежных фестивалях и занимать призовые места («Варежка», «Балерина на корабле» и другие). На этот же период пришлось создание многих известных короткометражных мультфильмов с общими основными персонажами (мультфильмы киностудии «Союзмультфильм» о Маугли, о Винни-Пухе, о Малыше и Карлсоне, о бременских музыкантах, о Дяде Фёдоре, коте Матроскине и псе Шарике, о слонёнке, мартышке, удаве и попугае, об обезьянках, мультфильмы Киевской студии научно-популярных фильмов о казаках), мультфильмов, состоявших из нескольких короткометражных выпусков («Ну, погоди!», «Возвращение блудного попугая», «Котёнок по имени Гав», «Баба-яга против!», «Боцман и попугай», «Контакты… конфликты…», «На задней парте», «Самый маленький гном») и мультфильмов-альманахов («Светлячок», «Калейдоскоп»), а также мультипликационного киножурнала «Весёлая карусель», автором которого стал Анатолий Петров.
Петров вошёл в историю как один из самых одарённых мультипликаторов 1970-х годов: работая в изобретённой им технике фотографики, он с помощью обычной рисованной мультипликации создавал объёмные реалистичные фильмы, лучшими из которых считаются «Полигон» (1977) и «Геракл у Адмета» (1986). Одновременно на Свердловской киностудии (впоследствии студия «А-Фильм») развивались направления песочной анимации («Сказочка про козявочку») и живописи по стеклу («Добро пожаловать!», «Корова»). В этом направлении более всего выделился художник Александр Петров.

## Телевизионная мультипликация
Стремительный рост телевизионной сети в 1950—1960-е годы привёл к появлению телевизионной кинематографии, а затем и мультипликации. Ещё в мае 1959 года руководство «Союзмультфильма» обратилось в ЦК КПСС с предложением развернуть производство телеверсий мультипликационных киноработ. В феврале 1960 года с инициативой создания телевизионной студии мультипликации выступил комитет Союза работников кинематографии. В 1970 году Гостелерадио СССР стало регулярно заказывать производство детских художественных и мультипликационных телефильмов — часть мультфильмов для комитета производило его подведомственное предприятие Творческое объединение «Экран» (создано в 1967 году на базе Отдела производства фильмов Центрального телевидения в связи с введением в строй аппаратно-студийного комплекса в Останкино), часть — главные редакции производства телефильмов местных телестудий («Куйбышевтелефильм», «Свердловсктелефильм», «Саратовтелефильм», «Пермьтелефильм», «Волгоградтелефильм», первоначально они использовали мультипликацию для оформления эфиров, создания титров и заставок телепередач, но вскоре перешли на производство собственных картин), часть — киностудиями по его заказу (больше всего — Свердловская киностудия, «Киевнаучфильм», «Беларусьфильм»), данная практика продолжалась организациями-преемниками Гостелерадио СССР — Всесоюзная государственная телерадиовещательная компания и Российская государственная телерадиокомпания «Останкино».
За время своего существования для Гостелерадио СССР и его преемников были созданы такие известные мультфильмы, как мультфильмы о коте Леопольде, домовёнке Кузе, поросёнке Фунтике, многосерийные мультфильмы (с короткометражными сериями) «Приключения капитана Врунгеля», «Алиса в Стране чудес», «Алиса в Зазеркалье», «В стране ловушек», циклы короткометражных мультфильмов «Приключения Незнайки и его друзей», «Незнайка в Солнечном городе», «Волшебник Изумрудного города», «Приключения Мюнхаузена», «Доктор Айболит», полнометражные мультфильмы «Остров сокровищ» и «Энеида». В 1981 году в Творческое объединение «Экран» пришёл Александр Татарский, который начал с экспериментов с пластилином («Пластилиновая ворона», «Падал прошлогодний снег»), перенеся затем эту эстетику и на рисованные фильмы. С конца 1980-х годов студия перешла к упрощённому стилю рисунка с грубыми штрихами («Следствие ведут Колобки», «Здесь могут водиться тигры»). Мультфильмы Геннадия Тищенко — одни из немногих, избежавших этого.

## Студия «Пилот»
В 1986 году было создано ВТПО «Видеофильм», ставшее осуществлять запись отечественных кино- и телефильмов на видеокассеты, а также производство фильмов-концертов и заказ производства художественных фильмов, а в 1988 году при ней возникла студия «Пилот», осуществляющая производство мультфильмов для их последующей записи на видеокассеты. В студию перешли ряд сотрудников Студии мультипликационных телефильмов Творческого объединения «Экран». Ею также производились короткометражные мультфильмы или циклы короткометражных мультипликационных фильмов (такие как «Лифт»). Вследствие полного отсутствия на отечественном видеорынке каких-либо правовых норм и неподписания СССР Бернского соглашения о защите авторских прав, ВТПО «Видеофильм» (реорганизованное в 1991 году в АОЗТ «Корпорация „Видеофильм“») в 1993 году отказалось от производства и тиражирования видеопрограмм и занялось телевизионным вещанием, приватизирована также оказалась и студия «Пилот». В последующие периоды различные частные мультипликационные студии произвели несколько мультфильмов для просмотра на видеокассетах, самым знаменитым из которых стал мультфильм «Незнайка на Луне», снятый частной анимационной студией «FAF Entertainment» в 1997—1999 годах и имевший телевизионную версию, которая фактически представляет собой 12-серийный мультипликационный телефильм (каждая версия с титрами, в версии для видеокассет деление на 12 серий также присутствовало, но не играло никакой роли, а титры шли только после окончания кассеты).

## Современный период
В декабре 1989 года возникла первая частная мультипликационная студия «Кристмас Филмз», созданная специально для работы над международным проектом «Шекспир: Великие комедии и трагедии»; при этом штат студии составили опытные сотрудники «Союзмультфильма», «Мульттелефильма», «Арменфильма» и Свердловской киностудии.
C конца 2000-х годов студия «Союзмультфильм» постепенно начала возвращаться к жизни: возобновились съёмки популярного мультжурнала «Весёлая карусель», сериала «Простоквашино», были запущены в производство полнометражные фильмы «Гофманиада» (2018) и «Суворовъ» (2019). С этого же периода частная студия «Мельница» развернула выпуск полнометражных рисованных мультфильмов с реалистической прорисовкой фона, другие частные киностудии развернули выпуск полнометражных компьютерных мультипликационных фильмов, по оценке журнала «Техника кино и телевидения», первый из которых в России («Созвездие льва») был выпущен Юрием Агаповым ещё в 1996 году.
Одновременно начался новый этап отечественной телевизионной мультипликации. После ликвидации РГТРК «Останкино» (последнего преемника Гостелерадио СССР) в 1995 году производство отечественных короткометражных мультипликационных телефильмов прекратилось, другие отечественные телеорганизации тоже практически не заказывали производство мультипликационных телефильмов, исключением являлся многосерийный мультфильм «Приключения в Изумрудном городе», снятый по заказу НТВ-Кино в 1999 году. В настоящий период производится небольшое количество детских полнометражных мультипликационных телефильмов и мультсериалов по заказу «Первого канала» (рисованные полнометражные мультфильмы «Незнайка и Баррабасс» и «Про Федота-стрельца, удалого молодца»), ФГУП «Всероссийская государственная телевизионная и радиовещательная компания» (полнометражные мультипликационные фильмы «Белка и Стрелка. Лунные приключения», «Урфин Джюс и его деревянные солдаты», мультипликационные телесериалы «Бумажки», «Ми-ми-мишки», «Паровозик Тишка», «Лунтик и его друзья», «Барбоскины»), акционерного общества «Цифровое телевидение» (мультипликационные телесериалы «Герои Энвелла», «Катя и Эф. Куда-угодно-дверь», «Лео и Тиг», «Сказочный патруль. Хроники чудес»), акционерного общества «СТС» (мультипликационные телесериалы «Три кота», «Царевны»). Популярность в России и за рубежом обрели мультсериалы «Смешарики» и «Маша и Медведь».
В России ежегодно проводится анимационный фестиваль в Суздале (ранее — «Таруса») и раз в два года международный фестиваль мультипликационных фильмов «Крок» (в остальные годы он проходит на Украине). Существуют и другие фестивали более мелкого масштаба, например, «Мультиматограф». Работы отечественных художников-мультипликаторов также успешно выставляются на зарубежных фестивалях (например, «Старик и море» (1999), «Собачья дверца» (2007). При этом ежегодно на мультипликацию в России из бюджета выделяется 800 млн рублей (2017), эта сумма, по заявлению министра культуры Владимира Мединского, несопоставима даже с бюджетом мультфильма «Шрек». Российская мультипликация не справляется с зарубежной конкуренцией: в России в год снимаются около 20—30 часов мультфильмов (2009), во Франции — 350, на Западе и в Китае — тысячи часов, в Японии и США — десятки тысяч. Учитывая то, что в пору расцвета отечественной мультипликации «Союзмультфильм» ежегодно выпускал по 300—400 экранных часов, нынешний период в истории русской мультипликации можно назвать кризисом.

## Восстановление фильмов
В 1992 году компания Film by Jove подписала договор с арендным предприятием «Союзмультфильм» и получила эксклюзивные права на использование, реставрацию, распространение, лицензирование продукции «Союзмультфильма» за пределами бывшего СССР. Это вылилось в крупную, получившую неоднозначную оценку, работу по реставрации фильмов и издание серии Masters Of Russian Animation. Мультфильмы были переозвучены, однако качество музыкального и речевого озвучивания в новом варианте значительно уступает оригинальному. 3 сентября 2007 года права на распространение были выкуплены Алишером Усмановым и переданы российскому государственному телеканалу «Бибигон».
В 2000 году ряд советских мультфильмов 1940—1950 годов (главным образом «Чужой голос», «Кукушка и скворец», «Машенькин концерт», «Лев и заяц», «Золотая антилопа», «Гуси-лебеди», «Мойдодыр» и другие, всего 37 мультфильмов) были отреставрированы и переозвучены ООО «Студия АС» и выпущены ООО «Детский сеанс 1» в 2001 году. В новых версиях была полностью заменена фонограмма (вместо классической музыки звучал синтезатор), к переозвучиванию привлечены современные актёры, в титрах заменены данные о звукооператорах и актёрах озвучивания. Переозвучка была крайне негативно воспринята как большинством телезрителей, так и членами профессионального сообщества. Руководство «Союзмультфильма» заявило о непричастности «Союзмультфильма» к переозвучке.
В настоящее время восстановлением отечественных лент в России занимается кинообъединение «Крупный план».

## Музыка
Среди композиторов, сочинявших для мультфильмов, Владимир Шаинский, Михаил Меерович, Александр Зацепин, Геннадий Гладков. Работы мультипликации 1970-х годов часто сопровождала музыка, созданная на Московской экспериментальной студии электронной музыки Эдуардом Артемьевым, Владимиром Мартыновым, Шандором Каллошом и другими.
В настоящее время[какое?] наиболее активны Лев Землинский и Александр Гусев.